# おやしお (潜水艦・初代)
おやしお（ローマ字表記: JDS Oyashio, SS-511）は、海上自衛隊の通常動力型潜水艦。戦後初の国産潜水艦で、同型艦はない。計画番号はS112c。艦名は親潮から由来し、この名を受け継いだ日本の艦艇としては、旧海軍の陽炎型駆逐艦「親潮」に続き2代目にあたる。

## 来歴
発足当時の海上自衛隊は潜水艦を保有していなかったが、1954年5月に締結された日米艦艇貸与協定の追加として、1955年1月、潜水艦1隻の貸与が告示された。これにより、貸与されたのがガトー級潜水艦「ミンゴ」であり、「くろしお」として再就役した。同艦は水上航走を主体とした在来船型であり、大戦末期に登場した水中高速潜と比べれば見劣りするものであったが、潜水艦戦力整備の端緒として非常に重要な役割を果たした。
しかし一方で、戦前に200隻を越える多数の潜水艦を建造・運用していた大日本帝国海軍の実績を踏まえて、1954年初めごろより、日本側では潜水艦の国産化を志向しはじめていた。この際には、水中速力20ノットを目指して、250トン型、500トン型、1,000トン型の3種が検討されたものの、戦後初の国産艦であることから造りやすさが優先されて1,000トン型が選定された。その後、「くろしお」での実績や派米視察団の報告を加味して開発を進めて、最終的には1,100トン規模まで大型化した。これによって建造されたのが本艦である。

## 設計
艦型は伊二〇一型潜水艦を参考にして、当時としては画期的な正面断面積が小さくスリムなものとなった。ただし船体構造については、伊二〇一が内肋骨式を採用していたのに対し、本艦では船底部のみを単殻式としたサドル・タンク式の半複殻型とされた。耐圧殻にはSM52W高張力鋼（降伏耐力30 kgf/mm2）が使用され、溶接により建造された。なお、上甲板にはチーク材がすのこ状に張られているが、これは海自潜水艦が木甲板を採用した唯一の例である。
主機関方式は、「くろしお」に範をとったディーゼル・エレクトリック方式とされた。本艦ではシュノーケルが設置される予定であったが、旧海軍での運用実績は短期間であり、また「くろしお」では非装備であったことから、ディーゼルエンジンについて慎重な検討が行われた。まず、川崎重工業の4ストローク機関、新三菱重工業の4ストローク機関および2ストローク機関、三井造船の2ストローク機関の比較検討により、シュノーケルと組み合わせた場合を含めた適性研究が行われた。この結果、排気ガスの押し出し能力を備え、高排気圧での性能低下が少なく、燃料消費率と燃焼用空気消費率が小さいことから、4ストロークのV型16気筒機関である、川崎MAN V8V200/30mAL中速ディーゼルエンジン（850 rpm、水上1,350馬力/シュノーケル運転時1,250馬力）が選定された。また高排気圧・低吸気圧での運転を避けるため、クランク軸から機械駆動する過給機も装備された。

## 艦歴
「おやしお」は、昭和31年度計画潜水艦8001号艦として、川崎重工神戸工場で1957年12月25日に起工され、1959年5月25日に進水、1960年6月30日に就役し、呉地方隊に編入された。
1962年8月1日、呉地方隊隷下に第1潜水隊が新編され、編入された。
1963年3月31日、第1潜水隊が自衛艦隊隷下に編成替え。同年6月6日から初のハワイ派遣訓練に参加し、アメリカ海軍潜水艦基地で6週間の訓練に従事し同年8月27日に帰国した。
1965年2月1日、自衛艦隊隷下に第1潜水隊群及びその隷下の第2潜水隊が新編され「くろしお」とともに編入された。
1966年6月6日から8月24日までの間、ハワイ派遣訓練に参加。
1975年3月31日、第1潜水隊群直轄艦となる。同年6月19日、安芸灘で濃霧のため貨物船呉周丸(1,573トン)と接触事故を起こす。
1976年9月30日、除籍。
現在、錨とスクリュープロペラが愛知県幸田町の幸田町郷土資料館に保管・展示されている。

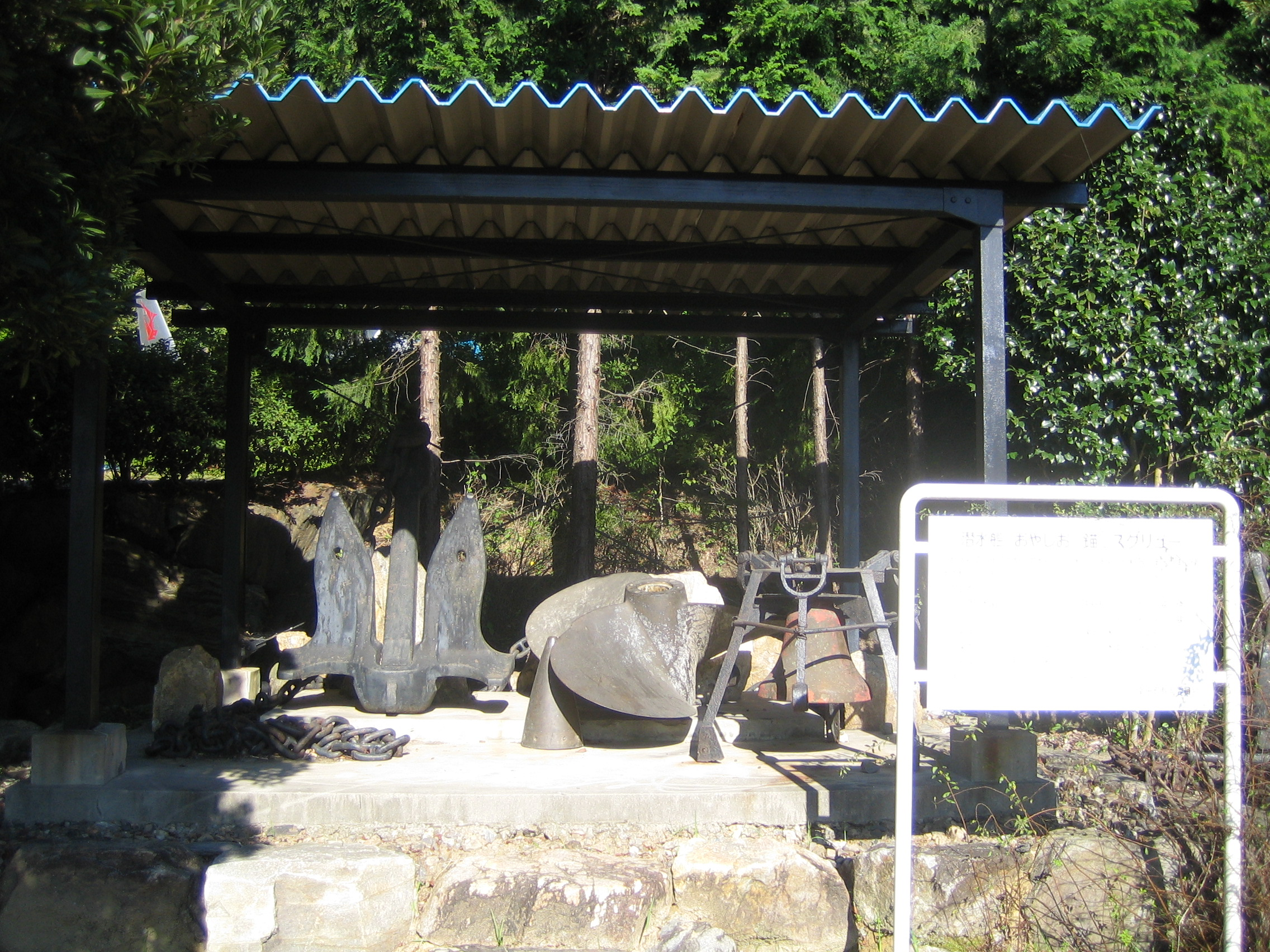
錨及びスクリュー